# Sexual Healing (chanson)
Pour les articles homonymes, voir Sexual Healing.
Singles de Marvin Gaye
Heavy Love Affair
(1981) My Love Is Waiting
(1983)
Sexual Healing est une chanson du chanteur américain Marvin Gaye écrite à Ostende, et enregistrée dans le studio de Marc Aryan à Ohain (Belgique). Parue en 1982 sur le label discographique Columbia Records, il s'agit du premier single de Marvin Gaye depuis son départ de Motown.
La chanson est répertoriée au no 233 dans les 500 plus grandes chansons de tous les temps selon Rolling Stone. Elle a permis à Marvin Gaye de remporter deux Grammy Awards à la 25e cérémonie des Grammy Awards : le Grammy Award de la meilleure prestation vocale R&B masculine et le Grammy Award de la meilleure prestation instrumentale R&B masculine.
Sexual Healing a notamment été reprise par Sarah Connor en 2007 ou encore Ne-Yo et Michael Bolton, ainsi que les chanteurs de reggae Devon Russell (label Coxsone Records), Jimmy Riley (label Taxi).
La vague de la musique Kizomba et les multiples reprises permet à Kaysha de faire lui aussi une reprise de Sexual Healing.

## Classements et certifications
| Classement (1982)                             | Meilleure position |
| --------------------------------------------- | ------------------ |
| Allemagne (Media Control AG)                  | 23                 |
| Belgique (Flandre Ultratop 50 Singles)        | 2                  |
| Belgique (VRT Top 30 Flanders)                | 3                  |
| Canada (RPM Top Singles)                      | 1                  |
| États-Unis (Billboard Hot 100)                | 3                  |
| États-Unis (Billboard Hot Adult Contemporary) | 34                 |
| États-Unis Billboard Hot Dance Club Play      | 12                 |
| États-Unis (Billboard Hot R&B Singles)        | 1                  |
| France (SNEP)                                 | 17                 |
| Irlande (IRMA)                                | 7                  |
| Italie (FIMI)                                 | 37                 |
| Nouvelle-Zélande (RMNZ)                       | 1                  |
| Pays-Bas (Nederlandse Top 40)                 | 3                  |
| Pays-Bas (Single Top 100)                     | 3                  |
| Royaume-Uni (Official Charts Company)         | 4                  |
| Suède (Sverigetopplistan)                     | 17                 |

| Classement (2011) | Meilleure position |
| ----------------- | ------------------ |
| France (SNEP)     | 74                 |

| Classement (2012) | Meilleure position |
| ----------------- | ------------------ |
| France (SNEP)     | 187                |

| Classement (2013) | Meilleure position |
| ----------------- | ------------------ |
| France (SNEP)     | 73                 |

| Classement (2014) | Meilleure position |
| ----------------- | ------------------ |
| France (SNEP)     | 90                 |

| Pays              | Certification | Date              | Ventes  |
| ----------------- | ------------- | ----------------- | ------- |
| Royaume-Uni (BPI) | Argent        | 1er novembre 1982 | 250 000 |